# ウラ・ブラウ
ウラ・ブラウ（Oela Blaauw、2001年10月17日 - ）は、ナミビアのラグビーユニオン選手。

## プロフィール
- ナミビア・ウィントフック出身[1]。
- ポジションはスクラムハーフ(SH)。
- 身長 180cm、体重 79kg
- U20ナミビア代表に選ばれたことがある[2]
- ナミビア代表キャップは3（2025年2月現在）。

## 略歴
2023年、ラグビーワールドカップ2023のナミビア代表に選ばれた。